# Битва при Конье
Битва при Конье — финальное сражение первой турецко-египетской войны, состоявшееся 21 декабря 1832 года у османского города Конья.

## Предыстория
В конце октября 1831 года сын Мухаммеда Али Ибрагим-паша вошёл с армией в Сирию. Египтяне быстро оккупировали прибрежные районы Палестины и Ливана (за исключением упорно сопротивлявшейся Аккры), и двинулись на север, навстречу движущейся из Анатолии армии правительства Османской империи под руководством великого визиря.
У египтян в Сирии было около 50 тысяч человек (включая сирийских рекрутов, а также 7 тысяч арабских вспомогательных и иррегулярных частей), но эти войска были распределены вдоль линий снабжения, и непосредственно к месту битвы подошло 27 тысяч человек: 20 пехотных батальонов, 28 кавалерийских эскадронов и 48 пушек.
Собранная из разных провинций Османская армия насчитывала 80 тысяч человек. К месту битвы подошло 54 тысячи человек (из них 20 тысяч иррегулярных войск): 54 пехотных батальона, 28 кавалерийских эскадронов и 100 пушек.

## Ход сражения
Египетская армия разместилась фронтом на север, имея в тылу огороженный крепостными стенами город Конья (чьё население тогда насчитывало 20 тысяч человек). На западе поле битвы было ограничено холмами, на востоке — болотом, оно имело в ширину около 3 км. Ибрагим-паша расположил свои войска в три линии поперёк дороги, ведущей из Стамбула в Конью. Первая линия состояла из 13-й и 18-й пехотных бригад и трёх артиллерийских батарей. Во второй линии, в пятистах шагах позади первой, расположились 12-я и 14-я пехотные бригады и две артиллерийские батареи. В третьей линии находились Гвардейская бригада и одна артиллерийская батарея, а также 1-я и 2-я кавалерийские бригады. На флангах, для избежания охвата, были поставлены два батальонных каре.
Османская армия была построена в четыре линии, также поперёк дороги, и шла с севера. В первой линии двигались две бригады регулярной кавалерии и Гвардейская пехотная бригада. За ними шла вторая линия из двух пехотных и двух кавалерийских бригад, за ними — третья и четвёртая, каждая из одной пехотной бригады. Иррегулярные войска находились в тылу, артиллерия была распределена по армии.
Около полудня выдвинутая вперёд османская артиллерия открыла огонь с расстояния примерно в полкилометра. Так как над полем боя висел густой туман, видимость была очень плохой, и египетская артиллерия не открывала огня, пока по звуку канонады не смогла уточнить местонахождение османских войск. Когда началась артиллерийская перестрелка, Ибрагим-паша отправил разведчиков к колодцу восточнее дороги, чтобы обозреть неприятельские позиции. В момент, когда туман ненадолго приподнялся, он заметил зазор между кавалерией и пехотой на левом фланге османского построения. Быстро вызвав резервы (Гвардейскую бригаду и две кавалерийских бригады), он лично повёл их в атаку по пространству между дорогой и болотом, своим неожиданным появлением расстроив османский левый флаг; пойманная в ловушку османская кавалерия в тумане завязла в болоте.
Узнав о смятении левого фланга, великий визирь лично отправился туда наводить порядок, однако в тумане неожиданно оказался в гуще египетских войск и был взят в плен. Потеря главнокомандующего усугубила беспорядок в османских войсках, и по мере того, как египтяне охватывали их левый фланг, выходя в тыл, часть подразделений бросила строй. Началась резня османских войск египтянами, атаковавшими с севера, востока и юга. С наступлением ночи новый османский главнокомандующий собрал часть войск и организовал отчаянную контратаку на египетский левый фланг с запада, но египетский центр, развернувшись к ним фронтом, отбил нападение, организовав артиллерийский огневой вал.

## Итоги и последствия
Битва при Конье стала величайшей победой Ибрагима-паши. Потеряв 262 человека убитыми и 530 ранеными, он убил свыше 3 тысяч человек противника и свыше 5 тысяч взял в плен, включая многих офицеров. За египтянами осталось поле боя, на котором они взяли 46 пушек, а османская армия рассеялась. Между Ибрагимом-пашой и Стамбулом больше не было войск.
Однако, в дело вступила политика. Мухаммед Али начал торговаться с султаном и, используя удачную военную ситуацию, по мирному договору закрепил за собой Сирию.